# Famille Gavini
Les Gavini sont une famille corse qui joua un grand rôle dans la vie politique de l'île au XIXe siècle et jusque dans les années 1950.
Originaires du village de Campile en Haute-Corse, grands propriétaires fonciers près d'Aleria, les Gavini et les « Gavinistes » furent longtemps les maîtres du clanisme « de droite » dans le nord et le centre de la Corse, le clan « de gauche » étant animé par la famille Giacobbi.
D'abord bonapartistes ils se rallièrent en 1892 au régime républicain mais restèrent des conservateurs.
La famille a donné les personnages politiques de premier plan : secrétaire d’État, députés, sénateurs,  :

## Généalogie non exhaustive
```
Famille Gavini
  │  
  ├──
Sampiero
 (1823-1875), député
  │    │  
  │    ├──
Sébastien
 (1858-1938), député
  │    │    │
  │    │    └──
Jacques
 (1889-1964), député, secrétaire d'État à la Marine
  │    │     
  │    └──
Antoine
 (1856-1926), député, sénateur     
  │   
  └──
Denis
 (1819-1916), député, préfet
```

François Piétri était un Gavini du côté de sa mère.